# Joan Barceló i Abellán

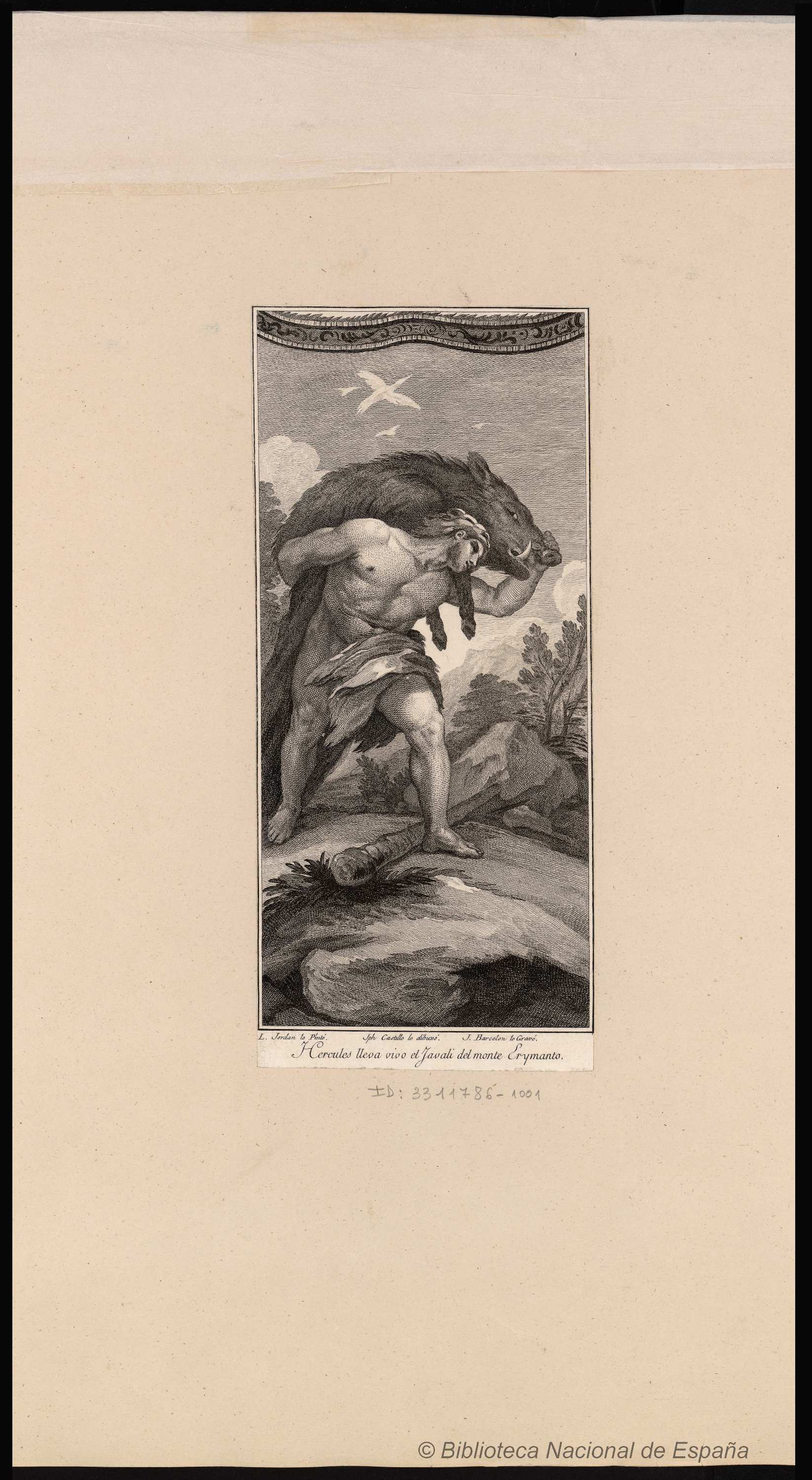
Hércules lleva vivo el Javalí del monte Erymanto, L. Jordán lo Pintó; Jph Castillo lo dibuxó; J. Barcelon lo Gravó. Aiguafort i burí estampat a la Calcografia Nacional per als Trabajos de Hércules de la serie de Pinturas del Casón del Buen Retiro formada per les reproduccions dels frescs de Luca Giordano. Madrid, Biblioteca Nacional d'Espanya.

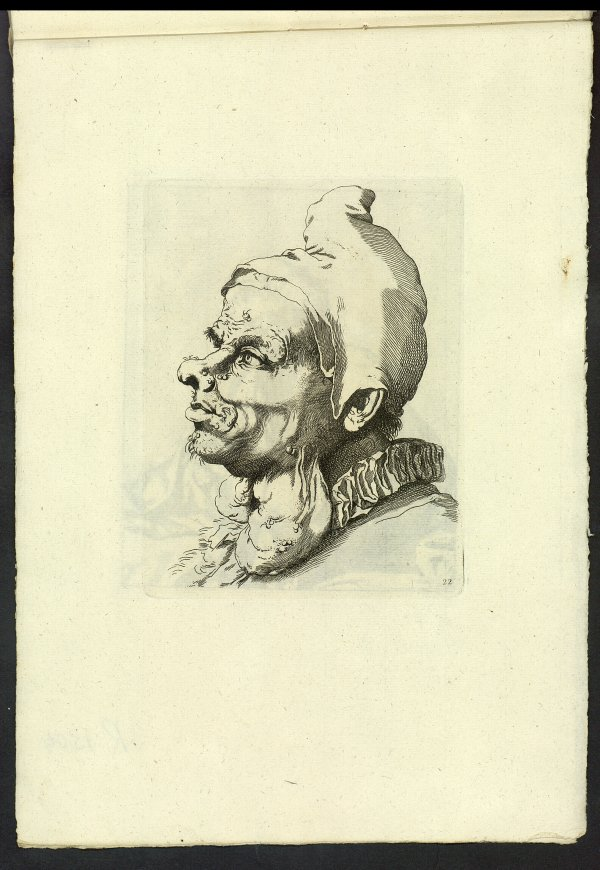
Cartilla para aprender a dibuxar, sacada por las Obras de Jospeh de Rivera, llamado (bulgarm.te) el Españoleto,, Madrid, Impreta Real. Exemplar de la Universitat de Barcelona, fons-reserva sign 07 CF-3.

Joan Barceló i Abellán (Lorca, 1739 - Madrid, 1801) va ser un gravador murcià en talla dolça.

## Biografia
Fill d'Antonio Barceló, fonedor de llautó, i de Maria Abellán, va ser batejat a la parròquia de Santiago de Lorca amb els noms de Juan José Ramón Paulí. Enviat a Múrcia a estudiar humanitats amb un parent, es va inclinar a l'estudi del dibuix al taller de Francisco Salzillo. En 1759 va ingressar com a alumne de pintura a la Reial Acadèmia de Belles Arts de San Fernando a Madrid. En ella va tenir com a professor a Juan Bernabé Palomino que el va orientar al gravat en talla dolça i en 1762 va obtenir una plaça de pensionat per quatre anys per prosseguir els seus estudis en aquesta tècnica. En 1763 va rebre el primer premi de gravat atorgat per l'Acadèmia i va passar a ser auxiliar del seu mestre. Finalment, en 1777 va ser rebut com a acadèmic de mèrit. Va morir a Madrid l'octubre de 1801.

## Obra
Entre 1779 i 1785 va gravar, per encàrrec de l'Estat, a instàncies de Antoni Ponç, juntament amb Nicolás Barsanti ia partir dels esbossos de Josep del Castillo, les al·legories dels continents i la sèrie dels Treballs d'Hèrcules segons els frescs de Luca Giordano pintats al sostre del Casón del Buen Retiro, sota la cornisa, frescs actualment desapareguts. Es tractava del primer assaig que es feia a Espanya de reproduir i difondre per mitjà de l'estampa les obres pictòriques de la col·lecció reial i el seu relatiu èxit va facilitar la creació, el 1789, de la Companyia per al gravat dels quadres dels Reials Palaus, d'iniciativa privada encara que emparada per la corona. Amb altres gravadors va participar amb les seves estampes en alguns dels més importants projectes empresos per les acadèmies a impulsos del pensament il·lustrat, com el Quixot d'Ibarra (1780), auspiciat per la Reial Acadèmia Espanyola, les Antigüedades árabes de España ( (1787), la sèrie de Retratos de los españoles ilustres (Imprenta Real, 1791-1796), el Viaje a Constantinopla, en el año de 1784 de José Moreno (Imprenta Real, 1790) o les Nuevas indagaciones acerca de las fracturas de la rótula y de las enfermedades que con ella tienen relación, principalmente con la transversal, de el metge català Leonardo Galli (Imprenta Real, 1795).
A partir de l'obra estampada i dibuixada de Josep de Ribera va compondre amb els seus propis gravats una cartilla per a l'estudi del dibuix publicada cap a 1774 per la Reial Calcografia de la Impremta Reial amb el títol Cartilla para aprender a dibuxar, sacada por las Obras de Jospeh de Rivera, llamado (bulgarm.te) el Españoleto. Seus són també els gravats que il·lustren el Tratado de la pintura; por Leonardo de Vinci y los tres libros que sobre el mismo arte escribió León Bautista Alberti; traducidos e ilustrados con algunas notas por Don Diego Antonio Rejón de Silva (Imprenta Real, 1784).
Al costat de la il·lustració de llibres que constitueixen el gruix de la seva producció, algunes estampes soltes de devoció es localitzen al començament de la seva carrera, com l'estampa a l'aiguafort i burí de la Trinitat estampada en 1772 per encàrrec de fra Gaspar de Rojas i amb dedicatòria al bisbe de Sogorb, fra Alonso Cano.